# Leptothorax
Leptothorax  es un gran género de pequeñas hormigas con principal distribución holártica. El género se caracteriza por su amplio parasitismo social, es decir, que dependen de la ayuda de obreeras de otras especies de hormigas durante una parte o la totalidad de su ciclo de vida.
Género estrechamente relacionados con Cardiocondyla, Stereomyrmex y Romblonella.

## Especies
- Leptothorax acervorum (Fabricius, 1793)
- Leptothorax acervorum vandeli (Bondroit, 1920)
- Leptothorax athabasca Buschinger & Schulz, 2008
- Leptothorax buschingeri Kutter, 1967
- Leptothorax calderoni Creighton, 1950
- Leptothorax crassipilis Wheeler, 1917
- Leptothorax faberi Buschinger, 1983
- Leptothorax goesswaldi Kutter, 1967
- Leptothorax gredleri Mayr, 1855
- Leptothorax kutteri Buschinger, 1966
- Leptothorax muscorum (Nylander, 1846)
- Leptothorax muscorum uvicensis Blacker, 1992
- Leptothorax oceanicus (Kuznetsov-Ugamsky, 1928)
- Leptothorax pacis (Kutter, 1945)
- Leptothorax paraxenus Heinze & Alloway, 1992
- Leptothorax pocahontas (Buschinger, 1979)
- Leptothorax retractus Francoeur, 1986
- Leptothorax scamni Ruzsky, 1905
- Leptothorax sphagnicola Francoeur, 1986
- Leptothorax wilsoni Heinze, 1989
- Leptothorax zhengi Zhou & Chen, 2011